# Platychelus musculus
Platychelus musculus är en skalbaggsart som beskrevs av Hermann Burmeister 1844. Platychelus musculus ingår i släktet Platychelus och familjen Melolonthidae. Inga underarter finns listade i Catalogue of Life.